# 花岡一郎
花岡一郎（1908年—1930年10月27日）是臺灣賽德克族荷戈社（今南投縣仁愛鄉春陽部落）原住民，改名花岡一郎，總督府臺中師範學校講習科畢業，日治時期警察兼蕃童教育所的教師。與另一位原住民警察花岡二郎（達奇斯·那威，Dakis Nawi）並沒有血緣關係，是在大日本帝國的理蕃政策之下刻意培養，使原住民接受日本文化的樣板人物。其不但擁有師範的高學歷，亦是臺灣原住民的首位教師，也被視為臺灣總督府理蕃政策的成果之一。

大湖義民廟有花岡一郎牌位。

## 生平
1921年，因第二次臺灣教育令頒布，身為臺灣原住民的Dakis Nobing改名花岡一郎，破例進入僅能有日本本土籍兒童就讀的埔里小學校，又考入臺中師範學校講習科。一郎在學時文武雙全，不僅功課好，還善於劍道與柔道，以優秀成績畢業。師範學校畢業者原可擔任學校訓導，一郎返回霧社後卻被郡守小笠原敬太郎派為「巡查」一職。訓導是委任級官吏，巡查僅是低階警員。賽德克族人聞之，皆為不平。擔任警察的一郎也兼任教師，任教於馬赫坡蕃童教育所。
1930年，馬赫坡部落頭目莫那魯道因與日本警方發生衝突，在10月27日霧社運動會時發動起事，大行出草，襲殺參與運動會的日本人，是為霧社事件。由於花岡一郎是原住民的一份子，同時亦具警察身分，進而對血緣以及栽培他的日本政府產生矛盾。因此在霧社事件中，花岡一郎的妻子川野花子及兒子上吊自殺，花岡一郎以日本武士道方式切腹自殺。其中的可能原因，一是不願鎮壓同族的原住民，二也無法接受族人殺害日本平民、甚至是無辜的婦孺。
花岡一郎與花岡二郎聯名發表日文草書之遺書於壁上，說明族人因不堪苦役而起事，兩人無能為力、僅能一死：

「花岡兩（花岡兩人的聲明）
我等不得不離開此世界。此為蕃人因勞役過多終於激動成此事件。我等也被蕃人拘捕，終至無可如何。昭和五年十月二十七日午前九時。
由於蕃人在各方面皆有守備，郡守以下職員全部死於公學校方面矣。」

## 相關影視作品
- 風中緋櫻（2003年公視電視劇）：由王冠忠（少年時期）、馬志翔飾演。
- 賽德克巴萊：（2011年電影）：由徐詣帆飾演。

## 外部來源
- （繁體中文）花岡一郎與花岡二郎(照片) （页面存档备份，存于）－台灣多樣性知識網「日治時期台灣圖像 > 理蕃紀錄」
- （繁體中文）花岡一郎之妻與二郎之妻(照片) （页面存档备份，存于）－台灣多樣性知識網「日治時期台灣圖像 > 理蕃紀錄」
- （繁體中文）花岡兄弟遺書 （页面存档备份，存于）－台灣多樣性知識網「日治時期台灣圖像 > 理蕃紀錄」